# Amarula

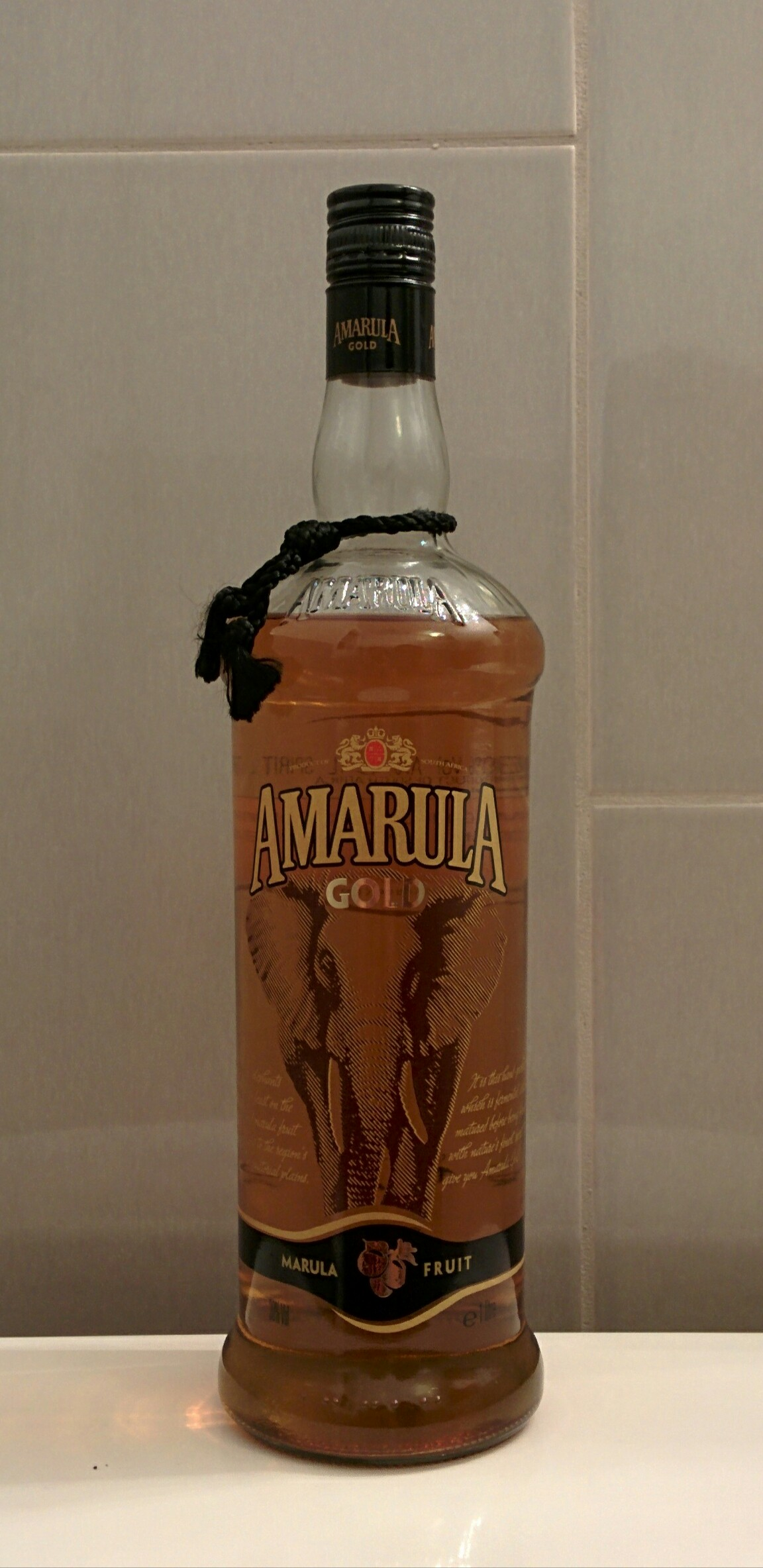
Amarula.

Amarula är en ursprungligen sydafrikansk likör där huvudingrediensen är frukt från marulaträdet. Likören låg 2013 på andra plats som bäst säljande gräddlikör.